# Свингеры (фильм, 2022)
«Свингеры» — российская романтическая кинокомедия Дмитрия Фикса и Андрейса Экиса с Дмитрием Нагиевым и Ириной Пеговой в главных ролях.
Фильм вышел в российский прокат 6 января 2022 года.

## Сюжет
Перед Новым годом всем хочется немного любви. Успешный бизнесмен Игорь (Дмитрий Нагиев) ищет острых ощущений, а его девушка – сногсшибательная топ-модель (Наталья Рудова), хочет, чтобы их отношения, наконец, вышли на новый уровень. В то же время в совершенно обычной семье Ирина (Ирина Пегова) жаждет снова разжечь страсть в своём муже (Илья Носков). Вместе их всех случайно сводит приложение для обмена партнёрами, и теперь предновогодняя ночь грозит стать по-настоящему незабываемой для всех… Исход эксперимента непредсказуем, ведь в это время возможно любое чудо, и даже на балкон скромного студента (Иван Злобин), живущего по соседству, может свалиться девушка его мечты (Дарья Руденок).

## В ролях
- Дмитрий Нагиев — Игорь
- Ирина Пегова — Ирина Наумова
- Наталья Рудова — Ольга Крылова
- Илья Носков — Андрей Наумов
- Олеся Судзиловская — Татьяна Ивановна Федулова
- Иван Злобин — Иван Федулов
- Дарья Руденок — Света
- Алексей Бояджи — эпизод
- Виктор Кузин — эпизод

## Маркетинг
Трейлер фильма был опубликован в сети 31 августа 2021 года.

## Производство
О начале съёмок фильма стало известно в конце декабря 2020 года.